# Robert B. Meyner
Robert Baumle Meyner, né le 3 juillet 1908 à Easton (Pennsylvanie) et mort le 27 mai 1990 à Captiva (Floride), est un homme politique américain. Membre du Parti démocrate, il est notamment gouverneur du New Jersey de 1954 à 1962.

## Biographie

### Jeunesse et débuts en politique
Robert B. Meyner est né en Pennsylvanie. Il est le fils de Sophie et Gustave H. Meyner, ouvrier dans l'industrie de la soie. Son frère aîné se prénomme Gustave et sa petite sœur Olive. Les Meyner déménagent à Phillipsburg dans le New Jersey lorsque Robert a huit ans. Il fréquente les écoles publiques de la ville et occupe plusieurs petits métiers,.
Il étudie au Lafayette College, où il devient président du club de Lafayette en faveur d'Al Smith, candidat démocrate à l'élection présidentielle de 1928. Également rédacteur en chef du journal de l'école The Lafayette, il obtient son baccalauréat universitaire ès lettres en 1930. Diplômé de la Columbia Law School en 1933, il obtient le barreau l'année suivante. Il travaille dans des cabinets à Union City et Jersey City avant de reprendre le cabinet d'un avocat décédé de Phillipsburg en 1936,. Il est avocat auprès de la Cour suprême des États-Unis à partir de 1940. Il enseigne parallèlement le droit commercial au Lafayette College.
Meyner se présente au Sénat du New Jersey en 1941, mais il perd son élection dans le comté de Warren. Durant la Seconde Guerre mondiale, il est officier dans la United States Navy. Il quitte l'armée en 1945 avec le grade de lieutenant commander mais reste réserviste. Après une défaite face au membre de la Chambre des représentants J. Parnell Thomas dans le 7e district du New Jersey, Meyner est finalement élu sénateur en 1947 face au républicain Wayne Dumont Jr.. En 1950, il prend la tête de la minorité démocrate au Sénat du New Jersey. En 1951, il est battu par Dumont.

### Gouverneur du New Jersey
À l'occasion des élections de 1953, il reçoit le soutien du nouveau dirigeant du Parti démocrate du New Jersey John V. Kenny pour le poste de gouverneur. Le précédent président du parti, Frank Hague, soutient le fermier Elmer H. Wene. Meyner remporte la primaire de justesse, avec 107 801 voix (42,27 %) contre 106 216 (41,65 %) pour Wene. Le parti est alors dans une mauvaise situation financière et n'a pas élu une seule personne à l'échelle de l'État depuis 1940. Bien que peu connu, Meyner mène une campagne active. Il bénéficie également d'une lettre de son adversaire républicain Paul L. Troast, qui demande au gouverneur de New York Thomas Dewey la grâce pour un escroc Joseph S. Fay,. À la surprise de certains observateurs, Meyner est élu gouverneur avec une confortable avance de plus de 150 000 voix d'avane sur Troast. Il réunit ainsi 962 710 voix (53,79 %) contre 809 068 (45,2 %) pour le républicain.
Durant son premier mandat, la législature du New Jersey est contrôlée par les républicains. Meyner met en œuvre une politique fiscale conservatrice et milite en faveur d'un budget en équilibre. Il réorganise également l'administration du New Jersey et développe les programmes d'aménagement du territoire.
En janvier 1957, il épouse Helen Stevenson (en), une cousine éloignée d'Adlai Stevenson. Quelques mois plus tard, il est candidat à sa réélection face au milliardaire Malcolm Forbes. Il est facilement réélu gouverneur en rassemblant 1 101 130 voix (54,55 %) face au républicain et quatre petits candidats. Lors de sa réélection, l'Assemblée du New Jersey passe sous le contrôle des démocrates. Son deuxième mandat est marqué par d'importants investissement dans le domaine des transports.
Orateur charismatique, Meyner multiplie les déplacements à travers le pays,. Son nom est évoqué pour la vice-présidence (durant son premier mandat) puis la présidence des États-Unis,. Lors de la convention démocrate pour l'élection présidentielle de 1960, il reçoit les suffrages des délégués du New Jersey au premier tour. Cette manœuvre, qui ralentit la désignation de John F. Kennedy, lui est reprochée par le futur président avec qui il sera en mauvais termes.

### Après le poste de gouverneur
En 1961, la constitution du New Jersey interdit à Meyner de se présenter à un troisième mandat. Il retourne alors à sa profession d'avocat et siège dans plusieurs conseils d'administration d'entreprises bancaires et d'assurances,.
En 1969, il candidate à nouveau au poste de gouverneur. Il remporte la primaire démocrate mais il est largement battu par le républicain William T. Cahill (en). Il obtient seulement 38,49 % des suffrages. Son épouse Helen Stevenson Meyner (en) est élue au Congrès des États-Unis en 1974 et 1976.
Meyner est victime d'un accident vasculaire cérébral en 1986. En mauvaise santé depuis cet incident, il meurt le 27 mai 1990 dans sa maison de Captiva en Floride,.